# Guerra de los Cien Años (1415-1429)

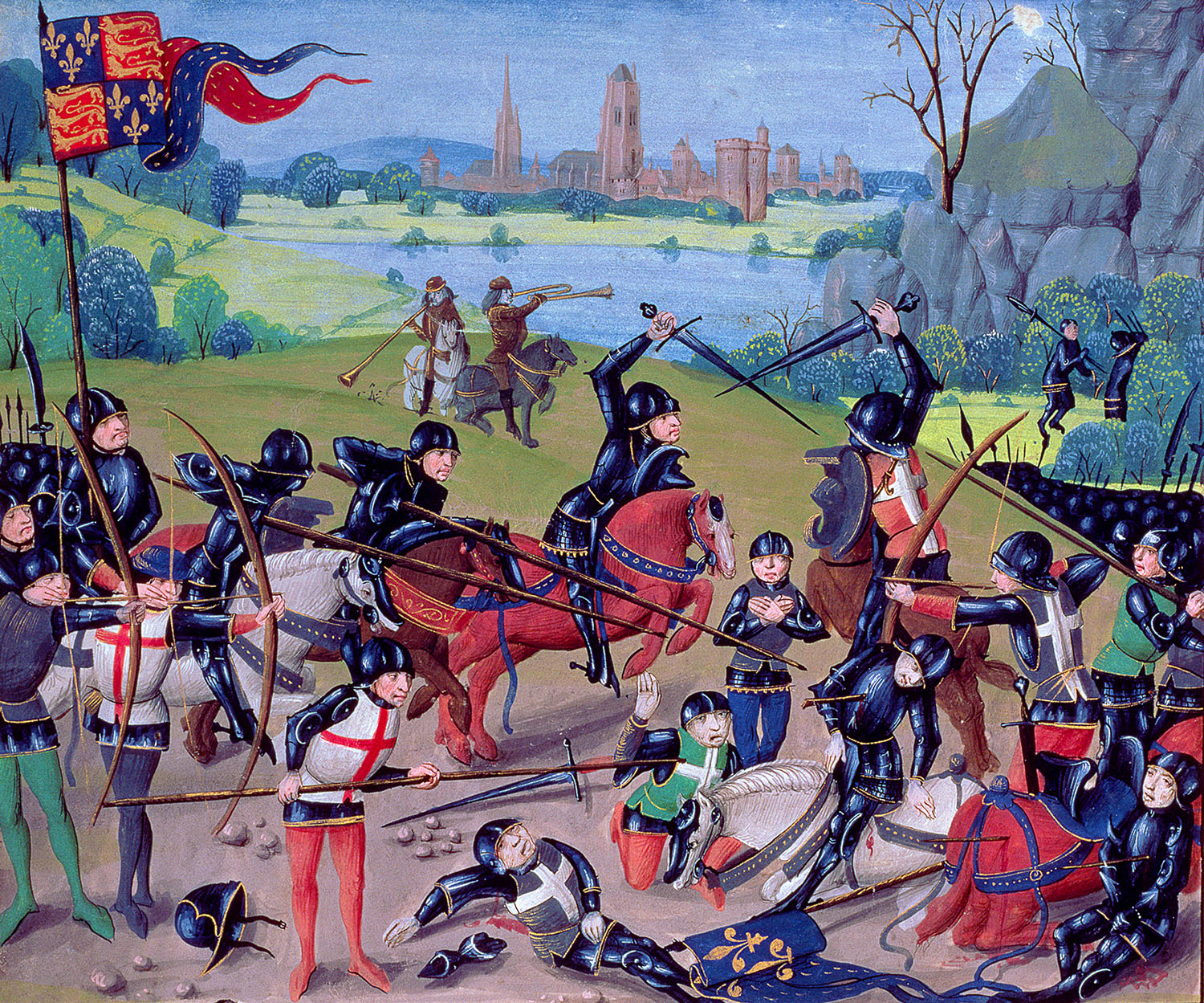
Grabado del mostrando la batalla de Azincourt.

La guerra de los Cien Años (1415-1453)  fue la tercera fase de la guerra de los Cien Años entre el Reino de Inglaterra y el Reino de Francia. Duró desde 1415, cuando Enrique V de Inglaterra invadió Normandía, a 1429 cuando se invirtieron los éxitos ingleses con la llegada de Juana de Arco. 
Esta tercera fase siguió a un largo periodo de paz desde 1389 al final de la guerra de los Cien Años (1369-1389). Tuvo sus orígenes en los planes de Enrique IV de Inglaterra, el primero de la Casa de Lancaster para sentarse en el trono francés. Aunque sus planes no llegaron a buen término en su reinado. Su hijo, con poder bélico renovado trajo al reino de Inglaterra al máximo de su poder en toda la guerra contra Francia, con un rey inglés coronado en París.
La reacción francesa vino con Juana de Arco, que logró liberar Orleans, donde se concentraba el grueso de lo que quedaba del ejército inglés. Posteriormente Carlos VII de Francia logró expulsar a los ingleses de casi toda Francia.
- Datos: Q3778618